# سد قزانية
سد قزانية هو غاطس بني بعد 2006  بطاقة مليون م 3، يقع في الصحراء الشرقية في محافظة ديالى بالعراق. تقدر التكلفة النهائية للسد بنحو 4,300,000,000 (4 مليار دينارعراقي)، يبلغ ارتفاع السد 11م وطوله 150م وتصل كمية الخزن في السد 0.9 مليون م2.